# Gle Tianglau
Gle Tianglau är ett berg i Indonesien.   Det ligger i provinsen Aceh, i den västra delen av landet, 1 700 km nordväst om huvudstaden Jakarta. Toppen på Gle Tianglau är 1 176 meter över havet.
Terrängen runt Gle Tianglau är varierad.Runt Gle Tianglau är det ganska tätbefolkat, med 116 invånare per kvadratkilometer. I omgivningarna runt Gle Tianglau växer i huvudsak städsegrön lövskog.